# Peter Fraas
Peter J. Fraas (* 4. Mai 1957 in Thurnau) ist ein deutscher Fernseh- und Hörfunkmoderator.

## Karriere
Nach dem Abitur 1977 am Markgraf-Georg-Friedrich-Gymnasium in Kulmbach und dem anschließenden Zivildienst beim Bayerischen Roten Kreuz (BRK) in Bayreuth nahm Fraas ein Studium der Volkswirtschaftslehre an der Ludwig-Maximilians-Universität in München auf, das er 1984 mit dem Diplom abschloss.
Nachdem er bereits 1978 einen Sprecherwettbewerb des Bayerischen Rundfunks (BR) gewonnen hatte, arbeitete er parallel zu seiner beruflichen Ausbildung als Moderator im Hörfunkprogramm Bayern 3. Als Stationssprecher prägte er das stimmliche Gesicht der Welle, insbesondere durch die seit Mitte der 1980er am Samstagnachmittag ausgestrahlte Sendung Hitkiste. Im Zuge einer Neukonzeption der Welle wechselte Fraas 1991 als Sprecher zu Bayern 1. In seiner vielgehörten Sendung Die Blaue Couch interviewte er Showgrößen wie zum Beispiel: Veronica Ferres oder Max von Thun. Seit 2008 moderiert er auch auf der Digitalradio-Welle des BR BR Schlager.
Von 1985 an übernahm er auch regelmäßig Moderationen im Programm des Bayerischen Fernsehens. Anfänglich war er als Programmpräsentator zu sehen. Seit 2000 moderierte er das regionale Fenster des Bayerischen Rundfunks im Vorabendprogramm der ARD, war Moderator der Abendschau, der abendlichen Informationssendung des BR, und präsentierte von 2002 bis April 2016 das Gewinnspiel Bayernlos donnerstags von 18.35 Uhr bis 18.45 Uhr im Rahmen der Abendschau des Bayerischen Fernsehens.
Peter Fraas engagiert sich sehr für die Kinderhilfen von Sternstunden.

## Privates
Peter J. Fraas ist verheiratet und hat zwei Kinder.